# Evropska akademija znanosti in umetnosti
Evropska akademija znanosti in umetnosti (angleško European Academy of Sciences and Arts; kratica EASA) je mednarodna akademija znanosti in umetnosti, ki je bila ustanovljena leta 1990 s strani Republike Avstrije in Evropske unije. Združuje akademike iz celotnega sveta. Sedež Akademije se nahaja v Salzburgu.

## Zgodovina
Evropsko akademijo znanosti in umetnosti so v Salzburgu leta 1990 ustanovili srčni kirurg Felix Unger, dunajski nadškof in kardinal Franz König ter politolog in filozof Nikolaus Lobkowicz.

### Razvoj Alma Mater Europaea
Akademija že od leta 2000 razvija univerzitetni projekt, imenovan Alma Mater Europaea, katero večkrat poimenujejo tudi Evropska univerza za voditeljstvo  (European University for Leadership) 
Rektor Univerze Alma Mater Europaea je nemški politolog prof. dr. Werner Weidenfeld, prorektor pa slovenski pravnik in diplomat, prof. dr. Ludvik Toplak. Alma Mater Europaea deluje kot visokošolska institucija v Sloveniji od leta 2011, pod imenom Alma Mater Europaea - Evropski center Maribor (ang. Alma Mater Europaea - European Centre Maribor). V letu 2013 ima Alma Mater Europaea – Evropski center, Maribor, vpisanih več kot 750 študentov na različnih dodiplomskih in podiplomskih študijskih programih. 
Julija 2011 je Alma Mater Europaea of the European Academy of Arts and Sciences sponzorirala tudi organizacijo poletne šole v St. Gallnu v Švici.

### Dekaracija o klimatskih spremembah
Marca 2007 je Evropska akademija znanosti in umetnosti izdala deklaracijo, v kateri navaja, da so “po vsej verjetnosti prav človeške aktivnosti tiste, ki povzročajo klimatske spremembe". Večina klimatskih sprememb v zadnjih 50 letih je bila verjetno povzročena s povečanimi koncentracijami toplogrednih plinov v atmosfero. 
Dokumentirane dolgoročne klimatske spremembe vključujejo spremembe v arktičnih temperaturah, ledu, spremembe v količini padavin, slanosti oceanov, vetrovnih spremembah, ekstremnih vremenskih spremembah, ki vključujejo dolga obdobja suše, močne padavine, vročinske valove in povečano prisotnost tropskih ciklonov. Tovrsten razvoj pa ima lahko dramatične posledice za prihodnost človeštva, zato se pozdravlja prisotnost iniciativ Live Earth in Save Our Selves, da so začele osveščati in mobilizirati ljudi v ta namen.

## Člani
Člane imenuje odbor, izvoljen s strani Senata Akademije na podlagi znanstvenih ali drugih dosežkov. Članstvo je priznanje in spoštovanje znanstvenega dela.
Akademijo sestavlja več kot 1.500 članov, ki so lahko redni, častni in dopisni.
Člani so nato razdeljeni na sedem razredov:
- I - humanistika
- II - medicina
- III - umetnost
- IV - naravne znanosti
- V - družbene vede, pravo in ekonomija
- VI - tehnične in okoljske znanosti
- VII - svetovne religije

## Organizacija
Vodstvo akademije je sestavljeno iz ustanoviteljev, predsedstva, senata in dekanata.
Kot prva Slovenka je bila marca 2025 na mesto podpredsednice Evropske akademije znanosti in umetnosti imenovana Verica Trstenjak.